# Because It's the First Time
Because It's The First Time (hangul: 처음이라서; rr: Cheo-eumiraseo) é uma série de televisão sul-coreana escrita por Jung Hyun-jung e dirigida por Lee Jung-hyo. Estrelada por Choi Min-ho, Park So-dam, Kim Min-jae, Jeong Yoo-jin, Lee Yi-kyung e Cho Hye-jung. É o primeiro drama produzido pela rede OnStyle e começou a ser exibida em 7 de outubro de 2015, toda quarta-feira às 23:00 (KST) com um total de 8 episódios. A série gira em torno de 6 jovens que se reúnem no telhado da casa de Tae-oh (Choi Min-ho) como seu esconderijo. Cada um deles tem suas próprias histórias.

## Enredo
Yoon Tae-oh (Choi Min-ho) tem 20 anos de idade e é um calouro na faculdade, com uma personalidade livre. Tae Oh é amigo de Han Song-yi (Park So-dam) desde que eram crianças. Agora, ele começa a ter sentimentos por Song-yi, que tem uma personalidade brilhante e positiva. Enquanto isso, o amigo de Tae-oh, SeoJi-ahn (Kim Min-jae), é bem-comportado e exemplar. Um triângulo amoroso é criado entre essas três pessoas.
Junto com Ryoo Se-hyun (Jeong Yoo-jin), Choi Hoon (Lee Yi-kyung) e Oh Ga-rin (Cho Hye-jung) eles se reúnem no telhado de Yoon Tae-oh que é sua casa e seu esconderijo, sendo que todos eles têm suas próprias histórias.

## Elenco

### Principal
- Choi Min-ho como Yoon Tae-oh[3]
- Park So-dam como Han Song-yi
- Kim Min-jae como Seo Ji-an
- Jeong Yoo-jin como Ryoo Se-hyun
- Lee Yi-kyung como Choi Hoon
- Cho Hye-jung como Oh Ga-rin

### Secundário
- Ahn Nae-sang como pai de Tae-oh
- Jeong Man-sik como pai de Ji-an
- An Woo-yeon
- Lee Doo-suk
- Lee Se-wook
- Jang Hae-song

### Participações
- Im Yoona como Im Yoon-ah (senior de Yoon Tae-oh) (1º episódio)[4]
- Hong Seok-cheon como gerente do cafe (1º episódio)
- Lee Seung-yeon como a tia de Song-yi (1º episódio)
- Yang Hee-kyung como Conselheiro (1º episódio)
- Jung Kyung-ho como policial (2º episódio)
- Yoon Hyun-min como policial (2º episódio)

## Trilha sonora
| My First Time OST |                              |               |         |  |
| N.º               | Título                       | Artista       | Duração |  |
| 1.                | "Our Feeling"                | Lim Yoon-chan | 3:47    |  |
| 2.                | "Song For You"               | Elsa Kopf     | 3:58    |  |
| 3.                | "Autumn Sky"                 | O.O.O         | 4:26    |  |
| 4.                | "Just Like Where We Are Now" | Ryu Ji-hyun   | 4:26    |  |

## Prêmios e indicações
| Ano  | Prêmio                    | Categoria                     | Beneficiário | Resulto  |
| ---- | ------------------------- | ----------------------------- | ------------ | -------- |
| 2016 | 52nd Paeksang Arts Awards | Best New Actress (Television) | Park So-dam  | Indicado |